# Desideria si inelul dragonului
Desideria și inelul dragonului (Italiană: Desideria e l'anello del drago) este un film italian și o are în rolul principal pe Anna Falchi. Filmul a fost regizat de Lamberto Bava. 
Acțiunea se petrece în jurul tinerei prințese Desideria, care se îndrăgostește de prințul Victor, fiul unui vechi dușman al tatălui ei. Pentru a-și salva iubirea, Desideria trebuie să treacă peste obstacolele surorii sale vitrege, Selvaggia.

## Legături externe
- Desideria e l'Anello del Drago la Internet Movie Database

1. 1 2 3 4 5 6 7 8  Česko-Slovenská filmová databáze